# Paul Meurisse
Paul Meurisse, född 21 december 1912 i Dunkerque, död 19 januari 1979 i Neuilly-sur-Seine, var en fransk skådespelare. Meurisse medverkade i över 60 filmer, och är främst ihågkommen för sin roll som sadistisk rektor i filmen De djävulska 1955.

## Filmografi, urval
- 1946 – Hotellvärdinnan
- 1948 – Hämnaren från mörkret
- 1955 – De djävulska
- 1959 – Frukost i det gröna
- 1960 – Sanningen
- 1963 – Tuffa killar med revolver (cameo)
- 1966 – Andra andningen
- 1969 – Skuggornas armé